# Grävlingloppor
Grävlingloppor (Vermipsyllidae) är en familj i ordningen loppor.
Arterna i familjen är bruna till mörkbruna i färgen. De kan inte leva vidare på andra än värddjuret, men de kan överleva några dagar i hemmet, och bita människor eller andra djur. Man kan förebygga genom att använda fästing- ,lopp- eller lössmedel.